# 사라진 밤
《사라진 밤》은 2018년에 개봉한 대한민국의 영화이다. 2012년 영화 《더 바디》의 리메이크 작품이다.

## 줄거리
아내를 살해하고 완전범죄를 계획한 남편. 그런데 국과수에서 부검을 앞둔 아내의 시체가 사라진다. 
시체의 행방을 둘러싼 단서들이 하나 둘 등장하면서 사라진 시체를 쫓는 형사, 사건의 용의자 남편, 사라진 아내 사이에서 벌어지는 이야기  

## 캐스팅
- 김상경 : 우중식 역
- 김강우 : 박진한 역
- 김희애 : 윤설희 역
- 한지안 : 김혜진 / 송화영 역
- 이지훈 : 석원 역
- 서현우 : 동구 역
- 이민지 : 숙경 역
- 최명빈 : 송화영 역
- 현봉식 : 경비 역
- 공민정 : 희연 역
- 최윤석 : 대식 역
- 박지한 : 수리팀 1 역
- 류경수 : 수리팀 2 역
- 황재열 : 친절형사 역
- 안창환 : 후배형사 역
- 김희상 : 분당경찰 역
- 이윤재 : 선배형사 역
- 복세훈 : 순경 1 역
- 황인준 : 상관 역
- 백민지 : 청소년 화영 역
- 권해효 : 경찰서장 역 (특별출연)
- 김지영 : 차 박사 역 (특별출연)
- 경수진 : 송지영 역 (특별출연)

## 수상
- 2018년 제13회 대한민국 대학 영화제 수상 올해의 감독상 - 이창희
- 2018년 제22회 판타지아 영화제 후보 장편 영화

## 같이 보기
- 2018년 대한민국의 영화 목록